# Museo Paleontológico Fray Manuel de Torres
El Museo Paleontológico “Fray Manuel de Torres”, (o simplemente Museo Paleontológico) es un museo de paleontología que exhibe e investiga los huesos fósiles encontrados en las inmediaciones del partido de San Pedro desde 1998. El museo se encuentra ubicado en la ciudad de San Pedro en la Provincia de Buenos Aires, República Argentina. Fue fundado el 13 de abril de 2003 por un grupo de aficionados a la paleontología. Cuenta con más de veinte especies de mamíferos fósiles en exhibición permanente. Montado en un bello caserón del siglo XIX ubicado en el casco histórico de la ciudad.

## Reconocimiento nacional
Reconocimiento de su labor en círculos científicos y académicos de índole nacional (Museo de Ciencias Naturales de La Plata, Museo Argentino de Ciencias Naturales, Universidad Nacional del Centro, Universidad Nacional de Luján, etc.)
- Datos: Q20749380